# جدران (طور الباحة)

تعديل مصدري - تعديل

جدران هي إحدى قرى عزلة طور الباحة بمديرية طور الباحة التابعة لمحافظة لحج، بلغ تعداد سكانها 11 نسمة حسب تعداد اليمن لعام 2004.